# Joseph Mahé (cyclisme)
Pour l'ecclésiastique breton, voir Joseph Mahé.
Joseph Mahé, né le 31 octobre 1937 à Arradon et mort le 5 juillet 1987 à Créteil,, est un coureur cycliste français. Durant sa carrière, il participe à des compétitions sur route et en cyclo-cross.

## Biographie
Ancien adepte du cyclo-cross, Joseph Mahé a notamment terminé troisième du championnat de France en 1966 dans cette discipline. Il s'est également classé troisième du championnat du monde en 1964, puis neuvième de l'édition 1965.
Son grand frère François a lui aussi été coureur cycliste.

## Palmarès

### Palmarès en cyclo-cross
- 1963-1964
  -  Médaillé de bronze du championnat du monde de cyclo-cross
- 1964-1965
  - 9e du championnat du monde de cyclo-cross
- 1965-1966
  - 3e du championnat de France de cyclo-cross

### Palmarès sur route
- 1957
  - 2e du Circuit des Deux Provinces